# Sweedie and the Sultan's Present
Sweedie and the Sultan's Present è un cortometraggio del 1915. La regia non è firmata. Prodotto dall'Essanay Film Manufacturing Company e distribuito dalla General Film Company, il film uscì nelle sale il 4 gennaio 1915 interpretato da Wallace Beery e Ben Turpin. Fa parte di una serie di comiche che ha come protagonista il personaggio di Sweedie, interpretato da Wallace Beery travestito da donna.

## Produzione
Il film fu prodotto dalla Essanay Film Manufacturing Company, diciannovesimo titolo della serie dedicata a Sweedie. Venne girato negli studi Essanay a Chicago, dove la casa di produzione aveva la sua sede principale.

## Distribuzione
Distribuito dalla General Film Company, il film - un cortometraggio di una bobina - uscì nelle sale cinematografiche USA il 4 gennaio 1915.